# Aptosimum lineare
Aptosimum lineare är en flenörtsväxtart som beskrevs av Marl. et Engl.. Aptosimum lineare ingår i släktet Aptosimum och familjen flenörtsväxter. Inga underarter finns listade i Catalogue of Life.